# Крвна ћелија
Крвне ћелије  су црвена крвна зрнца (еритроцити), бела крвна зрнца (леукоцити) и крвне плочице (тромбоцити).
Постоје следећи типови:
- Црвена крвна зрнца
- Бела крвна зрнца
- Крвне плочице